# Charles Romulus Ducharme
Pour les articles homonymes, voir Ducharme.
Charles Romulus Ducharme, né le 4 novembre 1886 à Sainte-Élisabeth et mort le 15 février 1976 à La Tuque, est un avocat et homme politique québécois. Il a été le député de Laviolette à l'Assemblée législative du Québec de 1935 à 1939 et de 1944 à 1966.

## Biographie

### Jeunesse et études
Il est le fils de Joseph Ducharme, cultivateur, et d'Exérine Boucher. Il étudie le droit à la succursale montréalaise de l'université Laval. Il est admis au Barreau en 1910. Il est avocat à La Tuque de 1923 à 1968.

### Politique
Il est candidat défait du Parti conservateur dans Portneuf lors des élections fédérales canadiennes de 1921 et de 1925. Il participe au congrès du Parti conservateur à Winnipeg en 1927 et au congrès du Parti conservateur du Québec à Sherbrooke en 1933.
Affilié au Parti conservateur de Maurice Duplessis, Ducharme se présente comme candidat à l'élection générale québécoise de 1935 dans le district électoral de Laviolette. Toutefois, selon l'entente électorale entre le Parti conservateur et le parti de l'Action libérale nationale, il était prévu que ce district serait assigné à un candidat de l'ALN. Mais l'ALN n'ayant pas encore de candidats dans certains des districts qui lui étaient assignés, elle accepte de laisser des conservateurs s'y présenter. C'est ce qui explique que, sur papier, Ducharme est noté comme ayant été candidat sous l'étiquette ALN. Lors de cette élection de 1935, il est élu député à l'Assemblée législative.
Il est réélu député de Laviolette pour l'Union nationale lors de l'élection générale de 1936. Il est défait lors de celle de 1939. Puis il est élu sans interruption lors des élections générales de 1944, 1948, 1952, 1956, 1960 et 1962. Il ne se représente pas lors de l'élection générale de 1966.
Il est inhumé dans le cimetière de La Tuque, le 18 février 1976.
Il épouse Marie-Régina Collette le 24 février 1914 à Montréal. Celle-ci est morte en 1931. En secondes noces, il épouse Marie-Alice Boudreau le 12 octobre 1932 à La Tuque. Il est le grand-père de Michel Bissonnet.

## Honneurs
- Boulevard Ducharme, une portion de la Route 155 à La Tuque est nommé en son honneur.
- Pont Ducharme, un des deux ponts couverts à La Bostonnais est nommé en son nom.

## Sources
- Raphaël Ouimet (dir.), Biographies canadiennes françaises, Montréal, 1937, 13e éd., 461 p. (lire en ligne), p. 253.